# Виери де Медичи
Виèри ди Кàмбио де Мèдичи (на италиански: Vieri di Cambio de' Medici; * 1323, Флоренция, Флорентинска република; † 13 или 14 септември 1395, пак так) е флорентински банкер, един от първите значими представители на семейство Медичи.

## Произход
Той е син на Камбио ди Филипо де Медичи от клона Липо ди Киарисимо на Медичите. Първият му братовчед е Салвестро ди Аламано де Медичи, флорентински патриций, известен с това, че предизвиква бунта на Чомпи във Флоренция.

## Биография
Виери де Медичи е член на Арте дел Камбио – основната банкова гилдия във Флоренция, където вероятно усвоява банковия занаят. Той преследва различни начинания през живота си. Неговата първа известна компания, Vieri di Cambio de' Medici & Co., отговаря за доставката на флорентински стоки през Република Пиза през 1369 г. По-късно си партнира с други видни банкери по това време, по-специално Николо ди Рикардо Фани, Джовани ди Ариго Риналдески да Прато и Якопо ди Франческо Вентури. Неговият далечен роднина Франческо ди Бичи де Медичи се присъединява като младши партньор през 1382 г. До 1385 г. Виери де Медичи ръководи успешно съвместното дружество с Вентури, наречено Виери де Медичи и Якопо ди Франческо Вентури. То има клон във Венеция, който се занимава с чуждестранни сметки, и кореспонденти по крайбрежието на Далмация, най-вече в Задар. Франческо де Медичи по-късно става старши партньор, както се вижда от писмо от 4 юли 1390 г., което също посочва клон в Генуа. Виери де Медичи също поддържа клон в Рим, в отделно партньорство с по-малкия брат на Франческо, Джовани ди Бичи де Медичи. Това партньорство е известно като Виери и Джовани де Медичи в Рим и е създадено през 1386 г.
Записите показват, че Виери де Медичи се е оттеглил от банковото дело през 1393 г. Неговата банка е била разпусната през 1391 или 1392 г. Остатъците са продадени на роднини, които създават три независими банки. Първата банка е създадена от племенника на Виери, Антонио ди Джовани де Медичи. Към него се присъединяват банкерът Джовани ди Салвестро и старият бизнес партньор на Виери, Якопо ди Франческо Вентури. Смята се, че тази банка е разпусната до 1395 г. Втората банка е създадена от Франческо ди Бичи де Медичи на името на неговия син Аверардо ди Франческо де Медичи. Тази банка е разпусната през 1443 г. Третата и най-успешна банка е основана от Джовани ди Бичи де Медичи и младшият му съдружник Бенедето ди Липачо де Барди в Рим. По-късно известна като Банка на Медичите, тя прави семейство Медичи известно. Неин предшественик е по-ранното дружество, създадено в Рим през 1386 г. Записи, датирани от 1397 г., предполагат, че Джовани де Медичи е бил принуден да поеме всички активи и пасиви на Виери де Медичи, което включва редица лоши дългове. Джовани губи над 860 флорина в резултат на сделката, но успява да създаде успешна банка, която просъществува десетилетия след това.
След оттеглянето си от банковото дело Виери де Медичи става политически активен. Той е съюзник на Масо дели Албици и е избран за гонфалониер на правосъдието, изпълнявайки ролята май – юни 1392 г. Много флорентински граждани очакват той да поведе нов бунт срещу режима на Албици, следвайки стъпките на своя братовчед Салвестро в по-ранния бунт на Чомпи.
Виери де Медичи умира на 13 или на 14 септември 1395 г. на около 72-годишна възраст и е погребан във Флорентинската катедрала. След смъртта му, както е посочено в завещанието му, подписано на 12 август 1395 г., всяка от неговите две дъщери трябва да получи 1200 флорина за зестра и всичко, което остане от състоянието на Виери, трябва да бъде наследено от неговите оцелели синове Никола и Камбио. Двамата в крайна сметка създават собствена банка във Флоренция с клон в Рим. За разлика от баща си те се оказват некомпетентни в управлението на бизнеса си и до 1433 г. са продали повечето от недвижимите си имоти, за да погасят задълженията на своята банка.

## Брак и потомство
Виери се жени два пъти: 
∞ 1. пр. 1364 г. за  Валенца († 1378)
∞ 2. за Биче Строци, дъщеря на Пацино Строци, от която има двама сина и две дъщери:
- Никола де Медичи (* ок. 1384 † 1454)
- Биче де Медичи (неизв.)
- Валенца де Медичи (неизв.), ∞ за Джовани Салвиати
- Камбио де Медичи (* 22 февруари 1391, † 20 декември 1463), ∞ 1. за Лоренца ди Николо Гуичардини 2. за Симона ди Бернардо де Барди.